# Kuurtajanjärvi
Kuurtajanjärvi är en del av sjön Aittojärvi och Murtojärvi i Finland.   Den ligger i landskapet Kajanaland, i den centrala delen av landet, 500 km nordost om huvudstaden Helsingfors. Kuurtajanjärvi ligger 161 meter över havet.